# Scuola Archeologica Italiana di Atene
Die Scuola Archeologica Italiana di Atene (griechisch Ιταλική Αρχαιολογική Σχολή Αθηνών, kurz auch SAIA) ist eines von 17 ausländischen archäologischen Instituten in Griechenland, die alle ihren Hauptsitz in Athen haben. Getragen wird das Institut von den Universitäten und staatlichen Forschungseinrichtungen Italiens.  

## Geschichte und Aufgaben
Die Gründung erfolgte am 9. Mai 1909 auf Beschluss des italienischen Parlamentes gegründet, nachdem italienische Forschung in Griechenland bereits seit Jahrzehnten auf privater Initiative und ohne zentrale Anlaufstelle betrieben worden war und mit der Missione Archeologica Italiana di Creta eine bereits seit einem Jahrzehnt etablierte Vorgängerinstitution bestand. Erster Direktor des neuen Instituts war Luigi Pernier. In Fortsetzung früherer italienischer Aktivitäten in Griechenland konzentrierte sich die Arbeit weiterhin auf die Erforschung von Gortyn, Rhizenia, Phaistos und Haghia Triada auf Kreta. Nach dem Ersten Weltkrieg wurde das Forschungsgebiet unter Alessandro Della Seta auf die Ägäischen Inseln ausgedehnt. Von 1941 bis 1943 war Luciano Laurenzi Direktor. Nach dem Waffenstillstand Italiens 1943 wurde die Scuola von den Deutschen geschlossen. Nach Kriegsende begann die 30 Jahre währende Phase unter der Leitung von Doro Levi, die nun mit Iasos auch die Türkei in das Blickfeld des Instituts rückte. Von 1977 bis 2000 fand eine weitere Ausdehnung der Forschung unter Antonino Di Vita statt. Sie richtete sich nun auf alle Aspekte griechischer Kolonisation, der Beziehungen zu Mittelitalien und zu Sizilien in den ersten Jahrhunderten der im engeren Sinne griechischen Antike. Ab 2000 führte Emanuele Greco, Spezialist vor allem für die Magna Graecia, das Institut. Er wurde im Herbst 2016 von Emanuele Papi abgelöst.
Die Aufgaben der Scuola Archeologica Italiana di Atene wurden im Gründungsbeschluss des Parlaments definiert und sind bis heute gültig. Demnach ist die Funktion der Scuola, die archäologische Kultur Italiens zu fördern und Absolventen der Scuola di archeologia di Roma sowie promovierten Altertumswissenschaftlern der italienischen Universitäten und staatlichen Einrichtungen die Mittel an die Hand zu geben, ihre Studien zu perfektionieren. Darüber hinaus soll sie durch Reisen, Untersuchungen und Ausgrabungen an der Erforschung Griechenlands und des griechischen Ostens teilnehmen. Zugleich ist sie das Zentrum und die Anlaufstelle für italienische Wissenschaftler in Griechenland und soll dem Austausch zwischen italienischen und griechischen Gelehrten dienen, zugleich die wissenschaftliche Beziehung zwischen beiden Staaten, die ein gemeinsames antikes Erbe verbindet, festigen. Das Institut bietet mehrjährige Studienkurse zu Vor- und Frühgeschichte, antiker und spätantiker Archäologie und Kunstgeschichte, griechischer Epigraphik und antiker Architektur an.
Direktoren
- Luigi Perrier (1909–1916)
- Alessandro Della Seta (1919–1939)
- Guido Libertini (1939–1941)
- Luciano Laurenzi (1941–1943)
- Doro Levi (1947–1976)
- Antonio Di Vita (1977–2000)
- Emanuele Greco (2000–2016)
- Emanuele Papi (seit Oktober 2016)

## Einrichtungen und Forschung
Das Institut besitzt eine Bibliothek mit rund 52.000 Bänden und eine Fotothek mit rund 110.000 Aufnahmen, darunter etwa 8.000 Glasnegative und 17.000 Diapositive. Inhaltlich deckt die Fotothek ganz Griechenland mit den Inseln, aber auch Anatolien, Vorderasien, das nördliche Afrika und Italien ab.
Aktuell finden Ausgrabungen und Forschungen in Gortyn, Sybrita und den genannten Plätzen auf Kreta, auf Lemnos, im messenischen Thouria und in Egialea statt. In Zusammenarbeit mit den griechischen Ephorien werden archäologische Untersuchungen in der Nähe von Pale durchgeführt.

## Publikationen
Die Scuola di Atene gibt seit 1914 die jährlich erscheinende Zeitschrift Annuario della Scuola Archeologica Italiana di Atene e delle Missioni italiane in Oriente heraus. Sie ist der Veröffentlichung von Forschungsarbeiten gewidmet, die direkt oder indirekt von der Scuola unterstützt oder durchgeführt wurden. Neben Ausgrabungsberichten umfasst sie wissenschaftliche Beiträge und Rezensionen zu archäologischen Publikationen. 
Seit 2002 wird halbjährlich ein Notiziario herausgegeben, das zeitnah über Grabungsergebnisse und die Arbeiten des Instituts unterrichtet.